# Sera Myu
Musicale Sailor Moon (jap. セーラームーン・ミュージカル Sērā Mūn Myūjikaru; ang. Sailor Moon Musicals), powszechnie nazywane Sera Myu (jap. セラミュー Sērā Myū) – seria spektakli teatralnych opartych na mandze Czarodziejka z Księżyca autorstwa Naoko Takeuchi. Seria składa się z 32 musicali, premierowe przedstawienie odbyło się latem 1993 roku. Producenci przeważnie wzorują się fabułą zaprezentowaną w mandze i anime nieznaczne ją zmieniając, jednak powstało również kilka oryginalnych produkcji.
Musicale były wystawiane przez oddział japońskiej firmy rozrywkowej Bandai i zazwyczaj pojawiały się trzy razy do roku, aby współgrały one z okresami wolnymi od nauki szkół japońskich. Stało się praktyką, że zimą musicale były wystawiane w Sunshine Theatre w Ikebukuro, Tokio; musicale letnie były wystawiane również w większych miastach w całej Japonii. Popularność musicali była podawana jako powód powstania produkcji serialu live-action, Bishōjo senshi Sailor Moon. Muzyka z serii została wydana na około 20 pamiątkowych albumach.
Musicale były wystawiane bez przerwy od 1993 do 2005 roku (27 produkcji z ponad 800 spektaklami), kiedy to seria została zawieszona przez Bandai. Musicale zostały wznowione siedem lat później wraz z nową produkcją La Reconquista wystawianą od 13 do 23 września 2013 roku w teatrze AiiA 2.5 Theater Tokyo. Nowy musical został napisany i wyreżyserowany przez Takuya Hiramitsu z muzyką Toshihiko Sahashi. W przeciwieństwie do poprzednich musicali, wszystkie role zostały odegrane przez kobiety. Pierwszym zagranicznym musicalem był Petite Étrangère, który w styczniu 2015 roku wystawiono Szanghaju.
W 2018 roku będzie miał swoją premierę musical będący kolaboracją między Pretty Guardian Sailor Moon a Nogizaka46.

## Lista musicali
Anza Ōyama jako Usagi Tsukino:
1. Bishōjo senshi Sailor Moon: Gaiden Dark Kingdom fukkatsu-hen (jap. 美少女戦士セーラームーン 外伝ダーク・キングダム復活篇 Bishōjo senshi sērāmūn gaiden dāku kingudamu fukkatsu-hen) (11–29 sierpnia 1993; 29 występów)
2. Bishōjo senshi Sailor Moon: Gaiden Dark Kingdom fukkatsu-hen [Kaiteiban] (jap. 美少女戦士セーラームーン 外伝ダーク・キングダム復活篇 【改訂版】 Bishōjo senshi sērāmūn gaiden dāku kingudamu fukkatsu-hen [Kaiteiban]) (23 grudnia 1993 – 5 stycznia 1994; 35 występów)
3. Bishōjo senshi Sailor Moon S: Super Spring Festival (jap. 美少女戦士セーラームーンS スーパースプリングフェスティバル Bishōjo senshi sērāmūn S sūpāsupuringufesutibaru) (16 marca – 6 kwietnia 1994; 21 występów)
4. Bishōjo senshi Sailor Moon S: Usagi – ai no senshi e no michi (jap. 美少女戦士セーラームーンS うさぎ・愛の戦士への道) (26 lipca – 25 sierpnia 1994; 35 występów)
5. Bishōjo senshi Sailor Moon S: Henshin – Super senshi e no michi (jap. 美少女戦士セーラームーンS 変身・スーパー戦士への道) (28 grudnia 1994 – 16 stycznia 1995; 21 występów)
6. Bishōjo senshi Sailor Moon S: Henshin – Super senshi e no michi [Kaiteiban] (jap. 美少女戦士セーラームーンS 変身・スーパー戦士への道【改訂版】) (26 marca – 6 kwietnia 1995; 12 występów)
7. Bishōjo senshi Sailor Moon SuperS: Yume Senshi – ai – eien ni... (jap. 美少女戦士セーラームーンスーパーズ 夢戦士・愛・永遠に) (25 lipca – 30 sierpnia 1995; 37 występów)
8. Bishōjo senshi Sailor Moon SuperS: [Kaiteiban] Yume Senshi – ai – eien ni... Saturn fukkatsu-hen (jap. 美少女戦士セーラームーンスーパーズ 【改訂版】 夢戦士・愛・永遠に…サターン復活篇) (24–31 marca 1996; 15 występów)
9. Bishōjo senshi Sailor Moon SuperS: Special Musical Show (jap. 美少女戦士セーラームーンスーパーズ スペシャルミュージカルショー) (27 kwietnia – 9 czerwca 1996; 64 występy)
10. Bishōjo senshi Sailor Moon Sailor Stars (jap. 美少女戦士セーラームーン セーラースターズ) (5–30 sierpnia 1996; 43 występy)
11. Bishōjo senshi Sailor Moon Sailor Stars [Kaiteiban] (jap. 美少女戦士セーラームーン セーラースターズ【改訂版】) (28 grudnia 1996 – 12 stycznia 1997; 21 występów)
12. Bishōjo senshi Sailor Moon: Eien densetsu (jap. 美少女戦士セーラームーン 永遠伝説) (25 lipca – 18 sierpnia 1997; 31 występów)
13. Bishōjo senshi Sailor Moon: Eien densetsu [Kaiteiban] (jap. 美少女戦士セーラームーン 永遠伝説【改訂版】) (5–16 lutego 1998; 18 występów)

Fumina Hara jako Usagi Tsukino:
1. Bishōjo senshi Sailor Moon: Shin densetsu kōrin (jap. 美少女戦士セーラームーン 新伝説降臨) (10 lipca – 20 sierpnia 1998; 41 występów)
2. Bishōjo senshi Sailor Moon: Kaguya shima densetsu (jap. 美少女戦士セーラームーン かぐや島伝説) (19–31 marca 1999; 24 występy)
3. Bishōjo senshi Sailor Moon: Kaguya shima densetsu [Kaiteiban] Natsuyasumi!! Hōseki tanken-tai (jap. 美少女戦士セーラームーン かぐや島伝説【改訂版】夏休み!! 宝石探検隊) (7 sierpnia – 6 września 1999; 31 występów)

Miyuki Kanbe jako Usagi Tsukino:
1. Bishōjo senshi Sailor Moon: Shin / Henshin – Super senshi e no michi – Last Dracul jokyoku (jap. 美少女戦士セーラームーン 新／変身・スーパー戦士への道 ラストドラクル序曲) (2–17 stycznia 2000; 25 występów)
2. Bishōjo senshi Sailor Moon: Kessen / Transylvania no mori ~Shin tōjō! Chibi Moon o mamoru senshi-tachi~ (jap. 美少女戦士セーラームーン 決戦／トランシルバニアの森 〜新登場! ちびムーンを護る戦士達〜) (6 sierpnia – 4 września 2000; 37 występów)
3. Bishōjo senshi Sailor Moon: Kessen / Transylvania no mori [Kaiteiban] Saikyō no kataki Dark Cain no nazo (jap. 美少女戦士セーラームーン 決戦／トランシルバニアの森 【改訂版】最強の敵 ダーク・カインの謎) (2–15 stycznia 2001; 22 występy)
4. Bishōjo senshi Sailor Moon: Last Dracul Saishū shō Chō wakusei Death Vulcan no fūin (jap. 美少女戦士セーラームーン ラスト・ドラクル最終章 超惑星デス・バルカンの封印) (18 marca – 8 kwietnia 2001; 26 występów)

Marina Kuroki jako Usagi Tsukino:
1. Bishōjo senshi Sailor Moon: Tanjō! Ankoku no Princess Black Lady (jap. 美少女戦士セーラームーン 誕生! 暗黒のプリンセス ブラック・レディ) (20 lipca – 26 sierpnia 2001; 40 występów)
2. Bishōjo senshi Sailor Moon: Tanjō! Ankoku no Princess Black Lady [Kaiteiban] ~Wakusei Nemesis no nazo~ (jap. 美少女戦士セーラームーン 誕生! 暗黒のプリンセス ブラック・レディ 【改訂版】 〜惑星ネメシスの謎〜) (2–15 stycznia 2002; 22 występy)
3. Bishōjo senshi Sailor Moon: 10th ANNIVERSARY Festival (jap. 美少女戦士セーラームーン 10th ANNIVERSARY Festival) (24–31 marca 2002; 12 występów)
4. Bishōjo senshi Sailor Moon: Mugen Gakuen ~Mistress Labyrinth~ (jap. 美少女戦士セーラームーン 無限学園 〜ミストレス・ラビリンス〜) (21 lipca – 1 września 2002; 41 występów)
5. Bishōjo senshi Sailor Moon: Mugen Gakuen ~Mistress Labyrinth~ [Kaiteiban] (jap. 美少女戦士セーラームーン 無限学園 〜ミストレス・ラビリンス〜 【改訂版】) (2–14 stycznia 2003; 22 występy)
6. Bishōjo senshi Sailor Moon: ~Starlights – Ryūsei densetsu~ (jap. 美少女戦士セーラームーン 〜スターライツ・流星伝説〜) (20 lipca – 30 sierpnia 2003; 40 występów)
7. Bishōjo senshi Sailor Moon: Kakyū-ōhi kōrin The Second Stage Final (jap. 美少女戦士セーラームーン 火球王妃降臨 THE SECOND STAGE FINAL) (2–13 stycznia 2004; 21 występów)
8. Bishōjo senshi Sailor Moon: Shin – Kaguya shima densetsu (jap. 美少女戦士セーラームーン 新・かぐや島伝説) (20 lipca – 5 września 2004; 38 występów)
9. Bishōjo senshi Sailor Moon: Shin – Kaguya shima densetsu [Kaiteiban] (jap. 美少女戦士セーラームーン 新・かぐや島伝説【改訂版】) (2–16 stycznia 2005; 23 występy)

Satomi Ōkubo jako Usagi Tsukino:
1. Bishōjo senshi Sailor Moon -La Reconquista- (jap. 美少女戦士セーラームーン -La Reconquista-) (13–23 września 2013; 16 występów)[4]
2. Bishōjo senshi Sailor Moon -Petite Étrangère- (jap. 美少女戦士セーラームーン -Petite Étrangère-) (21 sierpnia – 7 września 2014; 21 występów)[7]
3. Bishōjo senshi Sailor Moon -Un Nouveau Voyage- (jap. 美少女戦士セーラームーン -Un Nouveau Voyage-) (18 września – 4 października 2015; 21 występów)[8]

Hotaru Nomoto jako Usagi Tsukino:
1. Bishōjo senshi Sailor Moon -Amour Eternal- (jap. 「美少女戦士セーラームーン」-Amour Eternal-) (15 października – 6 listopada 2016; 26 występów)[9]
2. Bishōjo senshi Sailor Moon -Le Mouvement Final- (jap. 「美少女戦士セーラームーン」-Le Mouvement Final-) (8 września – 1 października 2017; 25 występów)

### Pretty Guardian Sailor Moon x NOGIZAKA46
1. Musical „Pretty Guardian Sailor Moon” (jap. ミュージカル「美少女戦士セーラームーン」 Myūjikaru „Bishōjo Senshi Sērā Mūn”) (8 czerwca – 30 września 2018; 34 występy)[10]